# Alojzy Smolka

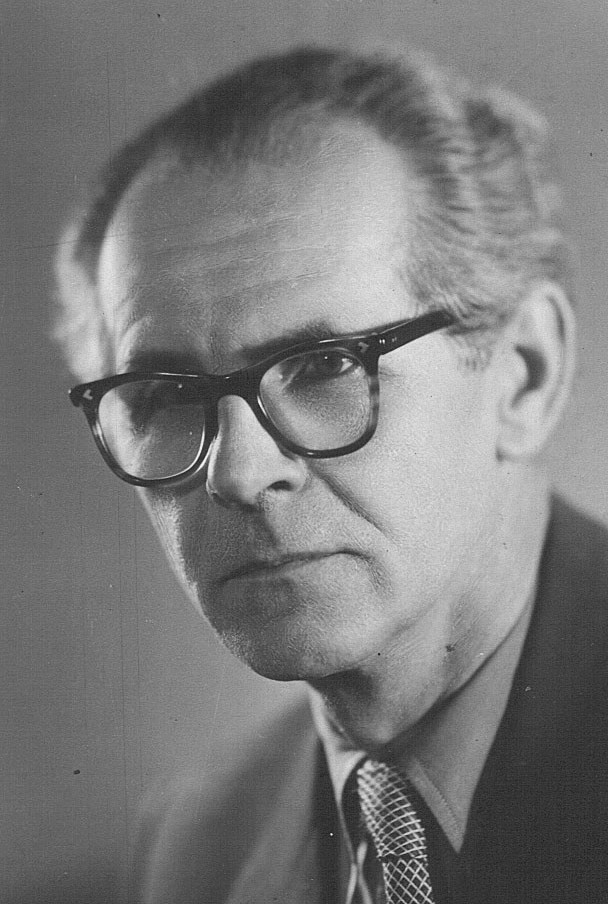

Alojzy Smolka (ur. 27 kwietnia 1907 w Raciborzu zm. 9 maja 1971 w Opolu) – lalkarz, aktor, reżyser, scenograf, dyrektor teatru lalek.

## Życiorys
Urodził się 27 kwietnia 1907 roku w Raciborzu, w wielodzietnej rodzinie „snycerza, obywatela niemieckiego narodowości polskiej”. Rodzice wychowywali swe dzieci w polskiej tradycji i mimo że wszystkie chodziły do niemieckiej szkoły, to umiały także czytać i pisać po polsku. Smolkowie wyrażali swoje przywiązanie do Polski przez udział w polskim życiu kulturalnym. Byli jednak obywatelami Niemiec i nie mogli przeciwstawiać się powołaniu ojca rodziny i jego najstarszych synów do niemieckiej armii. Bracia Alojzego nie powrócili do domu po wojnie. Jeden z nich zginął w walce z rodakami, a drugi brał udział w działaniach armii pruskiej w Afryce i tam też poległ.
Po wybuchu powstania śląskiego Alojzy angażował się w kolportaż polskich gazet i ulotek. Podczas polskich pochodów, manifestacji i wieców w Raciborzu był chorążym polskiego sztandaru narodowego. Występował również jako aktor w polskich przedstawieniach teatralnych.
W 1920 roku ukończył szkołę powszechną, po czym rozpoczął pracę w drogerii E. Grylewicza. Nie trwało to jednak długo, bowiem niemiecka bojówka rozbiła sklep, wskutek czego jej właściciel wyemigrował po podziale Górnego Śląska do Polski. Niełatwe było życie w okresie międzywojennym. Sytuacja materialna rodziny była zła, szczególnie w okresie inflacji i kryzysu powojennego w latach 1923-1926. Odziedziczone po ojcu zdolności rzeźbiarskie zaprowadziły Alka do warsztatu mistrza snycerskiego Henryka Mrowca. Egzamin czeladniczy zdał z oceną bardzo dobrą w 1926. Majster jednak wolał się go pozbyć niż płacić mu stawki czeladnicze. Pozostał więc bez pracy. Jako bezrobotny został skierowany do pracy na rzecz miasta do teatru miejskiego w Raciborzu. Pracował w ekipie remontowej sceny i urządzeń sanitarnych.
W 1926 roku został zaangażowany przez I Dzielnicę Związku Polaków w Niemczech jako instruktor zespołów amatorskich. Praca była żmudna, nie doceniana przez kierownictwo polskiego ruchu. Zatrudnienie to miało charakter sezonowy i trwało tylko kilka miesięcy w roku. Podczas pozostałych miesięcy pracował dorywczo. Brał udział w kursach doskonalenia umiejętności organizowania spektakli teatralnych w Katowicach, Bytomiu, Kalwarii Zebrzydowskiej i Zakopanem, organizowanych dla aktywistów ruchu kulturalnego. Zdobyte kwalifikacje wykorzystał w pełni w 1929 roku jako kierownik amatorskiego zespołu teatralnego. Sam dobierał repertuar, reżyserował, projektował i wykonywał scenografię, troszczył się o oświetlenie, sprowadzał kostiumy z wypożyczalni w Katowicach, opracowywał muzykę, dyrygował.
Swe prawdziwe powołanie życiowe odnalazł jednak na jednym z teatralnych kursów instruktorskich, kursie lalkarskim zorganizowanym dla Polaków w 1937 roku w Zakopanem. Wykładowcami na tym byli aktorzy warszawskiego Teatru Kukiełkowego Robotniczego Towarzystwa Przyjaciół Dzieci BAJ, Jan Wesołowski, Witold Miller i Wanda Pawłowska. Po powrocie z kursu Alojzy zorganizował działający przy I Dzielnicy ZPwN Polski Teatr Kukiełkowy. W skład zespołu weszli Anna Augustynówna, Anna Poliwoda, Zofia Poliwoda, Władysław Mikołajczak, Artur Gadziński, Antoni Leksza, Benedykt Skorupa, Teodor Wróbel. Sukcesy teatrzyku były zdumiewające. Pierwszym przedstawieniem była bajka Marii Konopnickiej „Cztery mile za piec”. Ostatni występ miał miejsce w Wiedniu w lipcu 1939 na kolonii polskich zuchów.
22 listopada 1938 roku Alojzy zawarł związek małżeński z Anną Poliwodą.
Po l IX 1939 r. większość zespołu teatru znalazła się w hitlerowskich więzieniach. Alojzy Smolka oskarżony o „udział w spisku przeciw III Rzeszy” został skazany na 10 lat pobytu w twierdzy w Branderburg-Goerden. Do Opola powrócił w 1945 r. Trzy lata później zorganizował pierwszy występ zespołu lalkarskiego na scenie Teatru Ziemi Opolskiej, a w 1949 r. został kierownikiem artystycznym nowej Sceny Lalkowej. Funkcję tę pełnił do 1970 r., reżyserując większość przedstawień.
W 1962 r. był inspiratorem i współorganizatorem Śląskiego Festiwalu Teatrów Lalkowych. W latach 1952–1970 współpracował z Polskim Radiem w Opolu, m.in. wykonując gawędy śląskie własnego pióra.
Od 1972 r. imię Alojzego Smolki nosi Opolski Teatr Lalki i Aktora.